# نیمیسلیاروو
نیمیسلیاروو (انگلیسی: Nimislyarovo) یک شهرک در شهرستان نوریمانوفسکی استان باشقیرستان کشور روسیه است.